# Holotrichia pygidialis
Holotrichia pygidialis är en skalbaggsart som beskrevs av Brenske 1892. Holotrichia pygidialis ingår i släktet Holotrichia och familjen Melolonthidae. Inga underarter finns listade i Catalogue of Life.